# Manuel l'Arménien
Manuel l'Arménien est un général byzantin important d'origine arménienne, de la famille des Mamikonian. Il est actif des environs des années 810 jusqu'à sa mort probable en 838. Après avoir atteint les plus hautes dignités militaires, une conspiration le contraint à chercher refuge auprès des Abbassides en 829. Il revient au service des Byzantins l'année suivante où il reçoit le titre de domestique des Scholes. Selon une source, il meurt le 27 juillet 838 des blessures reçues en sauvant l'empereur Théophile de la capture lors de la bataille d'Anzen. Toutefois, plusieurs chroniqueurs mentionnent sa survie après cette date et rapportent qu'il meurt vers 860. Sa nièce Théodora se marie à Théophile et devient impératrice-régence durant plusieurs années après la mort de son époux.

## Biographie
Manuel est d'origine arménienne, et est le frère de Marinos, le père de la future impératrice byzantine Théodora. Manuel apparaît dans les sources pour la première fois lors du règne de Michel Ier Rhangabé quand il détient le titre de protostrator (chef des étables impériales). À cette époque, il devait être jeune, probablement âgé d'une vingtaine d'années. Bien qu'il encourage Michel à affronter Léon V l'Arménien, Manuel est promu au rang de patrice après la déposition de Michel par Léon et se voit confier le poste de stratège du thème des Arméniaques ou des Anatoliques. Le stratège de ce dernier est le plus puissant gouverneur militaire de l'empire. Léon lui-même a détenu cette fonction avant son accession au pouvoir,,,. Selon les historiens John B. Bury et Warren Treadgold, Léon aurait nommé Manuel au poste exceptionnel de monostratège au début de l'année 819 et pour une durée d'un an. Sous cette fonction, il dirige cinq thèmes d'Anatolie. Toutefois, cette concentration de pouvoir inhabituelle n'a pas d'objectifs militaires. Elle est apparemment dirigée contre la résistance iconophile. Cette dernière s'oppose à la réinstauration de l'iconoclasme par Léon. Cependant, selon les éditeurs de l'ouvrage Prosopographie der mittelbyzantinischen Zeit,, cette nomination est probablement une information erronée issue d'une mauvaise interprétation des sources primaires. Quoi qu'il en soit, Manuel continue probablement de servir comme stratège des Anatoliques sous l'empereur Michel II l'Amorien bien que cela ne soit pas explicitement mentionné.

### Fuite vers le califat

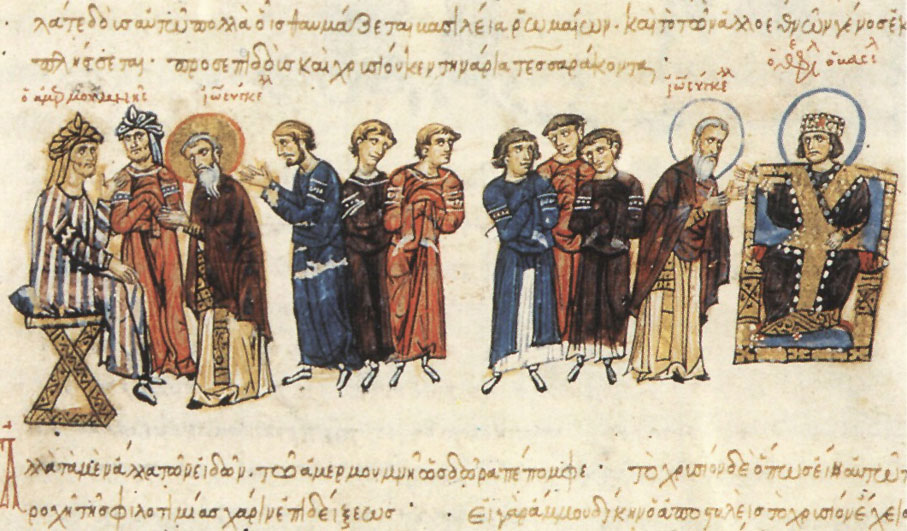
L'ambassade de Jean le Grammairien envoyé par Théophile (à droite) auprès du calife Al-Ma'mun (à gauche).

Cependant, peu après l'arrivée au pouvoir de Théophile, le fils de Michel, Manuel fait défection et rejoint les Abbassides du fait de conspirations au sein de la cour impériale. Le logothète du Drome (le ministre des affaires étrangères) Myron le dénonce auprès de l'empereur byzantin et l'accuse de comploter pour s'emparer du trône. L'empereur Théophile hésite à accorder du crédit à ces accusations et il est finalement convaincu par le protovestiaire Léon Chamodrakon et le synkellos Jean le Grammairien de son innocence,. Toutefois, Manuel n'attend pas le jugement impérial. Se servant des moyens de transport de la poste impériale, il traverse rapidement l'Asie Mineure et offre ses services au calife Al-Ma’mūn, à la condition de ne pas être obligé de se convertir à l'islam. Selon l'historien du XIIIe siècle Vardan Areveltsi, la joie du calife est tellement grande qu'il lui donne un salaire annuel de 1 306 dirhams en argent et lui offre continuellement des cadeaux. De son côté, Théophile se résout à ramener Manuel au service de l'Empire byzantin et envoie Jean le Grammairien à Bagdad lors d'une mission diplomatique. Son but officiel est d'annoncer la succession de Michel par Théophile. À Bagdad, Jean peut voir Manuel en tête-à-tête et lui garantit le pardon impérial, que Manuel semble accepter.
Toutefois, lors de l'été 830, Manuel participe à une expédition abbasside contre les rebelles khurramites de Babak Khorramdin en Azerbaïdjan aux côtés d'un contingent de prisonniers byzantins. La campagne est officiellement menée par Al-Abbas ibn al-Ma'mun, le propre fils du calife. Toutefois, Treadgold pense que Manuel, plus expérimenté, est le véritable commandant. Après avoir remporté quelques succès modestes, l'armée se dirige vers le sud. Manuel, qui a probablement gagné la confiance des Arabes, suggère que lui et Al-Abbas dirigent une partie de l'armée pour lancer un raid en Cappadoce byzantine par la passe d'Hadath. Une fois qu'ils ont traversé les montagnes, Manuel et les prisonniers byzantins neutralisent 'Abbas et son escorte, prennent leurs armes et s'échappent. Quant à Abbas et ses compagnons, ils sont autorisés à retourner en territoire abbasside sans encombre.

### Domestique des Scholes
L'empereur Théophile accueille Manuel à bras ouvert. Il le nomme magistros et domestique des Scholes, le commandant des tagmata d'élite. Manuel reste le général en chef de Théophile pour le restant de sa vie. En outre, en tant qu'oncle de la nouvelle femme de l'empereur, sa position à la cour est dorénavant inattaquable. Enfin, il apparaît que l'empereur sert ensuite de parrain des enfants de Manuel. 

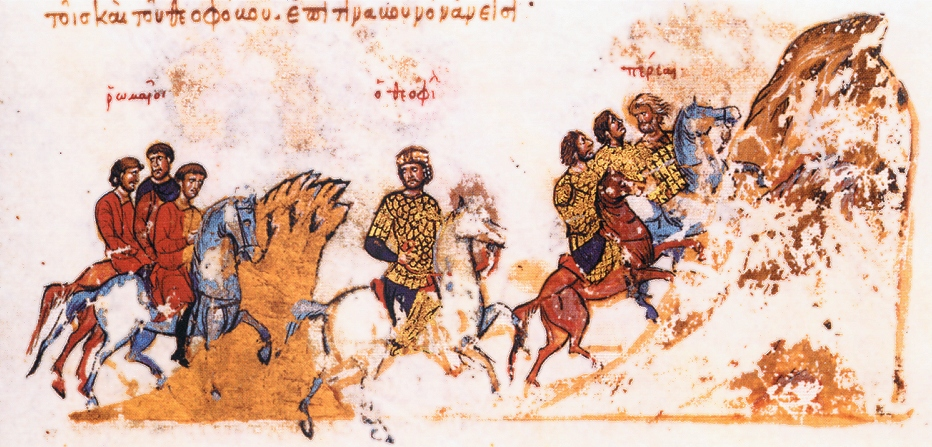
La bataille d'Anzen et la retraite de Théophile à travers une montagne. Miniature issue du manuscrit Skylitzès.

En 831, Manuel accompagne Théophile lors d'une expédition contre un raid arabe en Cilicie. Les Byzantins rencontrent les Arabes près du fort de Charsianon et leur inflige une lourde défaite, tuant 1 600 hommes et faisant près de 7 000 prisonniers. Il est aussi mentionné que Manuel accompagne Théophile dans sa grande expédition de 837 contre les cités arabes du nord de la Mésopotamie lors de laquelle les Byzantins mettent à sac Zapetra et Arsamosate,. Toutefois, cette campagne et les atrocités commises par les Byzantins après la chute de Zapetra entraînent des représailles de grande envergure menées par le calife Al-Muʿtasim. Manuel accompagne à nouveau l'empereur comme général en chef avec Théophobos, le commandant de l'important corps « perse » composé de réfugiés khurramites. Il participe à la désastreuse bataille d'Anzen le 22 juillet 838, lors de laquelle Théophile affronte l'armée du général Afchin Khaydar ben Kawus. Au cours de la bataille, l'armée impériale s'enfuit et Théophile est encerclé avec sa suite sur une colline. Il est accompagné de 2 000 Perses. Quand certains de ces derniers commencent à vouloir livrer l'empereur aux Arabes, Manuel empoigne le cheval de Théophile par la bride et le force à fuir. Avec quelques autres officiers, il parvient à percer les lignes arabes et à mettre Théophile en sûreté dans le village de Chiliokomon situé à proximité. Au cours de cette action, il reçoit de lourdes blessures et selon la chronique de Syméon Métaphraste, il meurt peu après, probablement le 27 juillet 838. Il est enterré dans son palais à Constantinople, situé près de la citerne d'Aspar et qui devient un monastère à son nom, aujourd'hui identifié à la mosquée Kefeli,.

### Existence possible après 838
Les chroniques de Génésios et de Théophane Continué (puis celles de Jean Skylitzès et de Jean Zonaras) rapportent que Manuel survit à ses blessures. Il aurait guéri miraculeusement après avoir renoncé à l'iconoclasme à la demande de plusieurs moines. Après la mort de Théophile, il est mentionné qu'il est nommé comme membre du conseil de régence de l'empereur Michel III avec Théoctiste le Logothète et Bardas. Il refuse le titre d'empereur quand la population l'acclame comme tel à l'Hippodrome. Les mêmes chroniqueurs rapportent qu'il joue un rôle important dans la restauration des icônes et qu'il devient protomagristros avant de tomber en disgrâce avec Théoctiste et de se retirer. Toujours selon les mêmes textes, à la fin des années 850, il sauve la vie de l'empereur lors d'une nouvelle bataille d'Anzen et meurt peu après,. Les premiers historiens modernes ont largement accepté cette version mais les historiens plus récents remettent en doute leur véracité. Henri Grégoire est le premier à mettre en lumière leur incompatibilité avec le récit de Syméon Métaphraste. Il émet l'hypothèse que leur version est une invention plus tardive, peut-être colportée par les moines du monastère de Manuel qui le vénèrent comme un saint et essaient de dissimuler son passé iconoclaste. Warren Treadgold considère le texte de Syméon comme la source la plus fiable et rejette les récits de la vie de Manuel après 838 qu'il considère comme ayant été inventés,,.
D'autres historiens soutiennent la possibilité que Manuel ait vécu après 838. Ils s'appuient notamment sur l'existence d'un sceau daté du milieu du IXe siècle qui parle d'un « Manuel patrikios, protospatharios impérial, magistros et bagulos de l'empereur ». Cela semble confirmer la survie de Manuel au moins jusqu'aux premières années du règne de Michel III ainsi que son rôle de membre de la régence. Néanmoins, les récits de ses activités, notamment de son rôle dans la restauration des icônes ainsi que sa participation à la deuxième bataille d'Anzen (dont les évènements sont clairement inspirés de la bataille de 838) sont presque certainement inventés. Toutefois, il se pourrait que l'histoire de sa mort après la chute de Théoctiste soit fiable, ce qui placerait la date de mort entre 855 et 863.

## Sources
- Rodolphe Guilland, Recherches sur les institutions byzantines, t. I, Akademie-Verlag, 1967
- (en) Alexander Kazhdan (dir.), Oxford Dictionary of Byzantium, New York et Oxford, Oxford University Press, 1991, 1re éd., 3 tom. (ISBN 978-0-19-504652-6 et 0-19-504652-8, LCCN 90023208)
- (en) Warren Treadgold, The Byzantine Revival, 780-842, Stanford University Press, 1991, 504 p. (ISBN 0-8047-1896-2)
- Alexandre A. Vassiliev, Byzance et les Arabes, t. I : La Dynastie d'Amorium (820–867), Bruxelles, Éditions de l'Institut de Philologie et d'Histoire Orientales, 1935
- (en) Alexander van Millingen, Byzantine Churches of Constantinople, Londres, MacMillan & Company, 1912
- (en) Warren Treadgold, « The Chronological Accuracy of the "Chronicle" of Symeon the Logothete for the Years 813–845 », Dumbarton Oaks Papers, vol. 33,‎ 1979
- (de) Friedhelm Winkelmann, Ralph-Johannes Lilie, Claudia Ludwig, Thomas Pratsch, Ilse Rochow et Beate Zielke, Prosopographie der mittelbyzantinischen Zeit : I. Abteilung (641–867), 3. Band : Leon (#4271) – Placentius (#6265), walter de Gruyter, 2000 (ISBN 978-3-11-016673-6)